# Andrew Beal
Pour les articles homonymes, voir Beal.
Andrew Beal, alias Andy Beal, né le 11 novembre 1952 à Lansing au Michigan, est un homme d'affaires du Texas (États-Unis). Milliardaire ayant fait fortune dans la banque et l'immobilier, il est le fondateur et président de Beal Bank et de Beal Aerospace Technologies. 
Beal est aussi connu pour ses travaux en mathématiques et ses activités de joueur de poker High Stakes.

## Conjecture de Beal
La conjecture de Beal est une sorte de généralisation du dernier théorème de Fermat.
si
{\displaystyle A^{x}+B^{y}=C^{z},}
où A, B, C, x, y, et z sont des entiers positifs tels que x, y, z > 2, alors A, B, et C ont un facteur premier commun.
Ou formulé autrement,
Il n'existe pas de solutions à l'équation précédente où A, B, C, x, y, z sont des entiers positifs, avec A, B, et C premiers entre eux, et x, y, z supérieurs à 2.